# یان ده بونت
یان ده بونت (هلندی: Jan de Bont؛ زادهٔ ۲۲ اکتبر ۱۹۴۳) کارگردان، فیلم‌بردار و تهیه‌کننده اهل هلند است. وی از سال ۱۹۶۵ میلادی تا ۲۰۱۲ مشغول فعالیت بوده‌است، فیلم سرعت پرفروش ترین فیلم جهان به کارگردانی وی بوده است.

## فیلمشناسی
- سرعت (۱۹۹۴-کارگردان)
- گردباد (۱۹۹۶-کارگردان)
- سرعت ۲ (۱۹۹۷-کارگردان و تهیه‌کننده)
- تسخیرشده (۱۹۹۹-کارگردان)
- گزارش اقلیت (۲۰۰۲-تهیه‌کننده)
- لارا کرافت: گهواره حیات (۲۰۰۳-کارگردان)
- پسر روزنامه فروش (۲۰۱۲-مدیر تولید)

### گزیده آثار فیلمبرداری
- راحت‌الحلقوم (۱۹۷۳)
- کوجو (۱۹۸۳)
- گوشت و خون (۱۹۸۵)
- جان‌سخت (۱۹۸۸)
- باران سیاه (۱۹۸۹)
- شکار برای اکتبر سرخ (۱۹۹۰)
- مرگ‌بازان (۱۹۹۰)
- غریزه اصلی (۱۹۹۲)
- اسلحه مرگبار ۳ (۱۹۹۲)
- در امتداد درخشش (۱۹۹۲)